# Woodlawn Vase
Woodlawn Vase är trofé inom nordamerikansk galoppsport som delas ut till segrande ekipage av Preakness Stakes på Pimlico Race Course i Baltimore, Maryland.

## Historia
Efter att Preakness Stakes rids den tredje lördagen i maj varje år, tilldelas segrande ekipaget Woodlawn Vase. Trofén delades ut första gången 1861 till det stakesvinnande stoet Mollie Jackson i Louisville, Kentucky. 1917 blev Woodlawn Vase den officiella trofén för segraren av Preakness Stakes, det andra Triple Crown-löpet inom nordamerikansk galoppsport. Den första segraren av Preakness Stakes som fick trofén var Kalitan.
Under många år gavs trofén till segrande hästs ägare som en vandringspokal. 1953 segrade Native Dancer i Preakness Stakes och hustrun till hästens ägare Alfred Gwynne Vanderbilt Jr. (Jeanne Murray Vanderbilt) avböjde att ta emot trofén på grund av dess sentimentala värde för sporten. Efter 1953 fick segrande hästs ägare inte längre behålla trofén under året.
Pokalen förvaras på Baltimore Museum of Art i Maryland och förs till Preakness Stakes varje år, då den eskorteras av soldater i Maryland Army National Guard och Air National Guard Airmen. De uniformerade soldaterna bär vita handskar för korrekt vård under transporten till presentationsceremonin.
År 1983 bedömde Tiffany & Co. i New York (som skapat trofén) att den klassas som ovärderlig, men en summa på 1 miljon dollar fastställdes för försäkringsändamål. Det uppskattade värdet rapporteras nu överstiga 4 miljoner dollar i återanskaffningsvärde.